# Jasienica koło Bielska
Jasienica koło Bielska – przystanek kolejowy w Jasienicy, w powiecie bielskim, w województwie śląskim. Znajduje się na wysokości 330 m n.p.m.

## Historia
Przystanek kolejowy został otwarty w 1987 roku w celu umożliwienia dojazdu do pracy zatrudnionym w Fabryce Mebli Giętych w Jasienicy i składa się z pojedynczego peronu oraz wiaty. Do przystanku prowadzi jedynie wąska droga. Kilkanaście metrów przed przystankiem odgałęziała się bocznica Fabryki Mebli Giętych. 10 stycznia 2009 roku zawieszono kursowanie pociągów relacji Cieszyn - Bielsko Biała Główna.